# Sistema Nacional de Vigilancia y Control Aeroespacial
El Sistema Nacional de Vigilancia y Control Aeroespacial (SINVICA) de Argentina es un sistema nacional perteneciente al Estado central cuyo propósito es el control del movimiento aéreo dentro del espacio aéreo nacional. Es aplicado por el Ministerio de Defensa y ejecutado por la Fuerza Aérea Argentina.
Fue creado en 2004 por decreto n.º 1407 del presidente Néstor Kirchner del 14 de octubre de ese año. El sistema nacional había de estar constituido por radares, cazas interceptores, sistema de información y sistema de comunicación, todo perteneciente a la Fuerza Aérea Argentina (FAA). Su propósito fue definido como el de:

…efectuar el control de todos los movimientos aéreos, en el espacio aéreo de jurisdicción nacional, incluidos los provenientes desde y hacia países vecinos, contribuyendo de esta manera al cumplimiento de las tareas de la Defensa Aeroespacial y a prestar un eficiente servicio de Tránsito Aéreo…
Anexo I, Decreto 1407/2004

En 2014 la Fuerza Aérea Argentina creó el Comando Conjunto Aeroespacial (COCAES), que opera conjuntamente con la Agrupación de Vigilancia del Ejército, además de la Armada Argentina.